# Darren Yapi
Darren Kissy Yapi (Bronx, 19 novembre 2004) è un calciatore statunitense, attaccante del Colorado Rapids.

## Carriera

### Club
Darren Yapi si è unito all'Academy del Colorado Rapids ne 2016 all'età di 12 anni. Il 21 gennaio 2020 è stato aggregato alla prima squadra per il pre-season salvo fare ritorno alla formazione Under-17 il 5 febbraio seguente. Il 31 luglio 2020 è stato prestato al Colorado Springs Switchbacks ed il 2 agosto ha debuttato in USL Championship nei minuti finali contro il Real Monarchs.
Il 3 marzo 2021 ha firmato il suo primo contratto professionistico con i Rapids, di durata quinquennale, diventando il più giovane giocatore ad essere tesserato dal club granata, all'età di 16 anni e 104 giorni Dopo alcune apparizioni in panchina con la prima squadra, il 15 giugno è stato mandato nuovamente in prestito al Colorado Springs Switchbacks. Nella sua seconda esperienza nel club di USL Championship ha giocato 16 incontri e realizzato due reti contro Austin Bold e Rio Grande Valley.
Il 13 marzo 2022 ha fatto il suo esordio assoluto con il Colorado Rapids entrando in campo al posto di Michael Barrios nel finale dell'incontro di MLS vinto 2-0 contro lo Sporting K.C.. Nel corso della stagione si è alternato fra prima e seconda squadra, con cui ha realizzato 6 reti in 16 incontri di MLS Next Pro.

### Nazionale
Ha giocato nella nazionale statunitense Under-17.
Il 10 maggio 2023 è stato incluso nella lista dei convocati per il Mondiale Under-20.

## Statistiche

### Presenze e reti nei club
Statistiche aggiornate al 5 luglio 2023.
| Stagione                            | Squadra                             | Campionato                          | Campionato | Campionato | Coppe nazionali | Coppe nazionali | Coppe nazionali | Coppe continentali | Coppe continentali | Coppe continentali | Altre coppe | Altre coppe | Altre coppe | Totale | Totale |
| Stagione                            | Squadra                             | Comp                                | Pres       | Reti       | Comp            | Pres            | Reti            | Comp               | Pres               | Reti               | Comp        | Pres        | Reti        | Pres   | Reti   |
| ----------------------------------- | ----------------------------------- | ----------------------------------- | ---------- | ---------- | --------------- | --------------- | --------------- | ------------------ | ------------------ | ------------------ | ----------- | ----------- | ----------- | ------ | ------ |
| 2020                                | Colorado Springs Switchbacks        | USL                                 | 1          | 0          |                 | -               | -               |                    | -                  | -                  |             | -           | -           | 1      | 0      |
| 2021                                | Colorado Springs Switchbacks        | USL                                 | 16         | 2          |                 | -               | -               |                    | -                  | -                  |             | -           | -           | 16     | 2      |
| Totale Colorado Springs Switchbacks | Totale Colorado Springs Switchbacks | Totale Colorado Springs Switchbacks | 17         | 2          |                 | -               | -               |                    | -                  | -                  |             | -           | -           | 17     | 2      |
| 2022                                | Colorado Rapids 2                   | MNP                                 | 16         | 6          |                 | -               | -               |                    | -                  | -                  |             | -           | -           | 16     | 6      |
| 2022                                | Colorado Rapids                     | MLS                                 | 11         | 0          | USOC            | 0               | 0               | CCL                | 0                  | 0                  |             | -           | -           | 11     | 0      |
| 2023                                | Colorado Rapids                     | MLS                                 | 14         | 0          | USOC            | 1               | 0               |                    | -                  | -                  |             | -           | -           | 15     | 0      |
| Totale Colorado Rapids              | Totale Colorado Rapids              | Totale Colorado Rapids              | 25         | 0          |                 | 1               | 0               |                    | 0                  | 0                  |             | -           | -           | 26     | 0      |
| Totale carriera                     | Totale carriera                     | Totale carriera                     | 58         | 8          |                 | 1               | 0               |                    | 0                  | 0                  |             | -           | -           | 49     | 8      |